# 持金剛仏
持金剛仏（じこんごうぶつ、蔵: རྡོ་རྗེ་འཆང་།　rdo rje 'chang、梵: Vajradhara）は、大乗仏教の信仰対象である如来の一尊。チベット仏教のカギュ派、ゲルク派において崇拝され、新派（サルマ）においては法身仏として扱われている。
純粋な名称は「持金剛」だが、この漢訳名は執金剛神 (Vajrapāṇi) の呼称として用いられることもあるため、両者を区別するために、それぞれ「持金剛仏」「持金剛神」と書き分けられる。
梵名「ヴァジュラダラ」(Vajradhara) の「ダラ」(dhara, 持、執持) を「ダーラニー」(dhāraṇī, 陀羅尼、総持) と混同したと考えられる金剛総持（こんごうそうじ）の漢訳名でも知られる。
元来は、五仏（五智如来）に続く第六尊として配置されていたが、その後、五仏の特性の全てを兼ね備えると同時に、五仏を統括する第六尊へと昇格した。法身普賢や金剛薩埵と並んで本初仏（Ādibuddha）として尊崇されている。